# Kostel svatého Ignáce z Loyoly a svatého Františka Xaverského (Březnice)
Kostel svatého Ignáce z Loyoly a svatého Františka Xaverského dominuje náměstí v Březnici u Příbrami. Raně barokní chrám včetně přilehlé jezuitské koleje je dílem italského architekta Carla Luraga, který je v Čechách podepsán pod řadou staveb jezuitského řádu. Právě dvěma ze zakladatelů řádu – sv. Ignáci z Loyoly a sv. Františkovi Xaverskému – je kostel zasvěcen. Kostel je zapsán jako kulturní památka České republiky.